# Mingus (album)
| Recensione              | Giudizio   |
| ----------------------- | ---------- |
| AllMusic                | [ 1 ]      |
| Robert Christgau        | C+         |
| Sputnikmusic            | 3.2 (Good) |
| Piero Scaruffi          | [ 4 ]      |
| Dizionario del Pop-Rock | [ 5 ]      |
| 24.000 dischi           | [ 6 ]      |

Mingus è un album discografico di Joni Mitchell, pubblicato dall'etichetta discografica Asylum Records nel giugno del 1979.
Il grande contrabbassista Charles Mingus, incuriosito dall'ascolto della suite Paprika Plains contenuta nell'album Don Juan's Reckless Daughter decise di contattare Joni Mitchell e le propose di ridurre e musicare i Quattro Quartetti di T. S. Eliot. La Mitchell, dopo un iniziale tentativo, fu costretta a gettare la spugna, commentando ironicamente che "piuttosto avrebbe preferito musicare la Bibbia". Mingus, desideroso comunque di collaborare con lei, le propose allora di scrivere i testi su alcune musiche da lui composte in vari periodi della sua carriera, tra i quali anche la storica Goodbye Pork Pie Hat. Ormai gravemente malato, Mingus si spense in Messico prima che l'album venisse completato, ma, fece in tempo a sentire, secondo quanto la Mitchell scrive nelle note di copertina, "tutte le canzoni tranne una, God Must Be A Boogie Man: sono sicura che l'avrebbe fatto ridacchiare".
La veste grafica (copertina e interno del disco) fu curata dalla Mitchell stessa, arricchita di diversi suoi dipinti, come era avvenuto e sarebbe avvenuto ancora per diversi altri album della cantautrice-pittrice.

## Tracce
Testi e musiche di Joni Mitchell, eccetto dove indicato.
Lato A
1. Happy Birthday 1975 (Rap) – 0:57 (testo: tradizionale – musica: Mildred Jane Hill)
2. God Must Be a Boogie Man – 4:33
3. Funeral (Rap) – 1:07
4. A Chair in the Sky – 6:40 (testo: Joni Mitchell – musica: Charles Mingus)
5. The Wolf That Lives in Lindsey – 6:33

Durata totale: 19:50
Lato B
1. I's a Muggin (Rap) – 0:07 (Stuff Smith)
2. Sweet Sucker Dance – 8:06 (testo: Joni Mitchell – musica: Charles Mingus)
3. Coin in the Pocket (Rap) – 0:11
4. The Dry Cleaner from Des Moines – 3:22 (testo: Joni Mitchell – musica: Charles Mingus)
5. Lucky (Rap) – 0:03
6. Goodbye Pork Pie Hat – 5:41 (testo: Joni Mitchell – musica: Charles Mingus)

Durata totale: 17:30

## Musicisti
- Joni Mitchell - chitarra, voce
- Jaco Pastorius - basso
- Jaco Pastorius - arrangiamento strumenti a fiato (brano: The Dry Cleaner from Des Moines)
- Wayne Shorter - sassofono soprano
- Peter Erskine - batteria
- Don Alias - congas
- Emil Richards - percussioni
- Herbie Hancock - piano elettrico

Note aggiuntive:
- Joni Mitchell - produttore
- Registrato al A&M Studios in Hollywood, California
- Henry Lewy e Steve Katz - ingegneri della registrazione
- Registrazioni addizionali effettuate al Electric Lady Studios di New York City, New York
- Henry Lewy e Jerry Solomon - ingegneri della registrazione
- Mixaggio eseguito da Joni Mitchell, Henry Lewy e Steve Katz
- Bernie Grundman - masterizzazione LP
- Stephen Innocenzi - masterizzazione CD (effettuato al Atlantic Studios)
- Joni Mitchell - pitture (sull'album)[9]